# Pinatubo
El Pinatubo  es un volcán activo ubicado en la isla de Luzón en las Filipinas, entre las provincias de Zambales, Bataan y Pampanga. Antes de 1991, la montaña sufría un fuerte proceso de erosión. Estaba cubierta por un denso bosque en donde habitaban varios miles de habitantes autóctonos, los aeta, quienes se habían instalado en las montañas desde la época de la colonización española, en 1565.
La erupción más reciente ocurrió en junio de 1991, tras 500 años de inactividad, produciendo una de las más grandes y más violentas erupciones del siglo XX. Gracias a un par de aeta que vivían en un pueblo del monte Pinatubo, se logró evacuar a varios miles de personas en las áreas circundantes, evitando la pérdida de vidas. Sin embargo, los daños materiales fueron enormes debido al flujo piroclástico, cenizas y deslizamientos de tierra y lava producidos durante las lluvias subsiguientes. Miles de casas fueron destruidas.
Los efectos de la erupción se sintieron en todo el mundo. Envió grandes cantidades de gases hacia la estratosfera más que cualquier otra erupción desde la del Krakatoa, en Indonesia, en 1883. Los gases emitidos produjeron una capa global de ácido sulfúrico durante los meses siguientes. Las temperaturas globales bajaron aproximadamente 0,5 °C (0,9 °F), y la destrucción de la capa de ozono aumentó de manera importante.

## Región del Monte Pinatubo
Pinatubo forma parte de una cadena de volcanes que se ubica a lo largo del extremo oeste de la isla de Luzón. Son volcanes de subducción, formados por el deslizamiento de la placa Euroasiática bajo la placa filipina a lo largo de la falla de Manila, hacia el oeste. La palabra 'pinatubo' significa 'hacer crecer' en las lenguas Tagalog y Sambal, lo que sugeriría un conocimiento de sus erupciones anteriores, hacia 1500 a. C., si bien las tradiciones orales de los habitantes locales no mencionan una erupción anterior. Pinatubo podría interpretarse también como lugar fértil para la reproducción de plantas.  
Antes de la erupción catastrófica de 1991
, Pinatubo era un volcán anodino, desconocido para la mayor parte de los habitantes de la región. Su cima medía 1.745 m (5.725 pies) sobre el nivel del mar, pero solo 600 m sobre las planicies circundantes y 200 m más alto que los picos circundantes, por lo que era poco visible desde las zonas cercanas. El pueblo aeta (también escrito Ayta) ha habitado las colinas del volcán y sus áreas cercanas por varios siglos, luego de emigrar de las tierras bajas para escapar a la persecución durante la conquista española. Era un pueblo dedicado a la caza y a la recolección que habían logrado sobrevivir en las densas selvas de la región. Aproximadamente unas 30 000 personas vivían en los lados del volcán en barangays (poblados) y en pequeños asentamientos. La densa jungla cubre la mayor parte de la montaña y los picos que lo rodean, siendo una región de abundante caza para el pueblo aeta. En las planicies cercanas, la lluvia abundante (casi 4 m anuales) debido al clima monzónico sobre los suelos volcánicos fértiles propiciaba condiciones excelentes para la agricultura, cultivándose sobre todo el arroz. Alrededor de 500.000 personas viven a unos 40 km de la montaña, con centros poblados que incluyen 150.000 personas en Ciudad Ángeles, y 20.000 en la Base Aérea Clark.
Varios ríos nacen en las inmediaciones del Pinatubo, los principales son el Bucao, el Santo Tomas, el Maloma, el Tanguay y el Kileng. Antes de la erupción, estos ríos eran importantes ecosistemas que lamentablemente desaparecieron debido a la nube piroclástica. Desde 1991, los ríos transportan sedimentos y algunos estudios muestran que pasarán muchos años antes que la región se recupere.

## Historia geológica
Si bien las tradiciones locales no hablan de una erupción anterior en el área de Pinatubo, algunos residentes aeta comentaron en 1991 que sus ancestros hablaban de pequeñas explosiones en el pasado. Pinatubo era un área geotérmica conocida antes de la erupción de 1991, y eran comunes las pequeñas explosiones de vapor en el área. Solo tras la actividad volcánica que empezó en 1991, se inició el estudio detallado de los antecedentes volcánicos de la región. Las erupciones en el lugar pueden dividirse en dos áreas principales. 

### Pinatubo ancestral

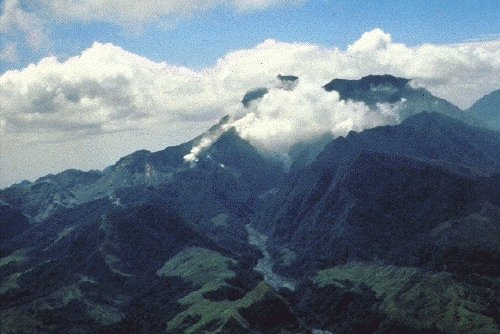
Pinatubo antes de la gran erupción de 1991.

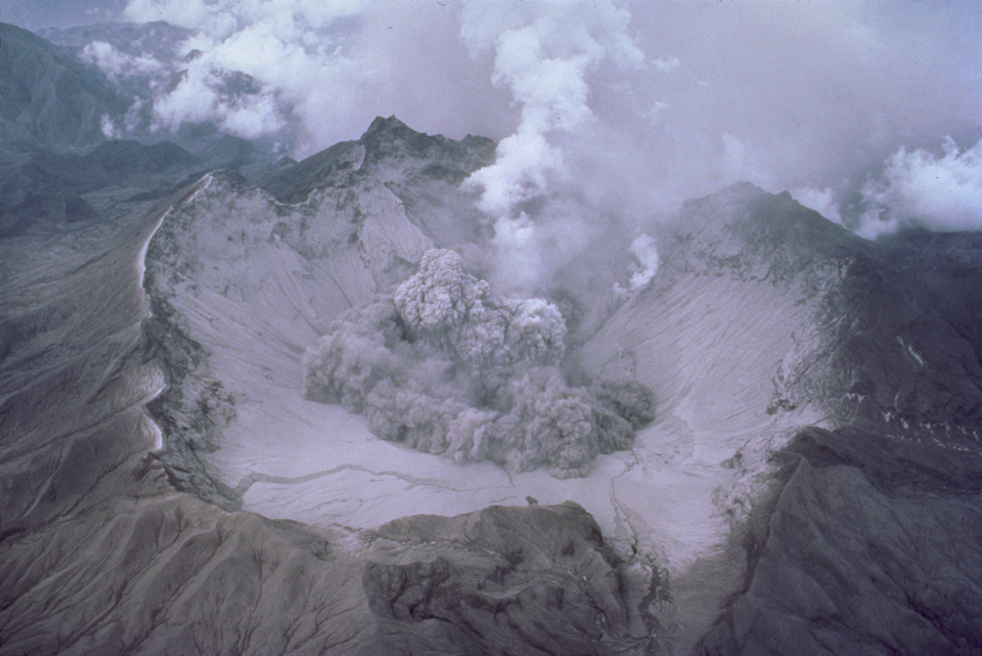
Pinatubo después de la erupción.

Gran parte de los accidentes geográficos que actualmente rodean al volcán son remanentes del Pinatubo ancestral. Ese volcán estaba ubicado prácticamente en el mismo lugar que la actual montaña, y su actividad parece haberse iniciado hace 1,1 millones de años. El Pinatubo ancestral pudo haber tenido una altura de 2.300 m (7.550 pies) sobre el nivel del mar, basado en el perfil de las curvas de los restos del volcán.
Algunas de las montañas cercanas al actual Pinatubo son resultado de la erupción. Algunos de los picos cercanos también formaron parte del antiguo volcán y se formaron con partes resistentes a la erosión que se mantuvieron, mientras que otras menos resistentes desaparecieron.
La actividad eruptiva del Pinatubo ancestral era mucho menos explosiva que la del actual, y se calmó hace aproximadamente 45.000 años. Tras un largo período de inactividad, se formó el Pinatubo moderno a partir de erupciones que se iniciaron hace unos 35.000 años.

## Actividad eruptiva

### Posible precursor en 1991-2000
El 16 de julio de 1990, el gran terremoto de Luzón de 1990, de magnitud 7,7, sacudió el norte de Luzón Central y las Cordilleras. Este fue el mayor terremoto registrado en 1990, comparable en tamaño al terremoto de San Francisco de 1906 y al terremoto de Sichuan de 2008. Su epicentro fue en el municipio de Rizal, Nueva Ecija, a unos 100 km al noreste de Pinatubo, y culpó al noroeste-sureste a través de tres provincias.
También siguió el Sistema de Fallas de Filipinas hasta la ciudad de Baguio, que fue devastada, y se encuentra a unos 80 kilómetros al noreste de Pinatubo, y los principales vulcanólogos especularon que podría haber desencadenado la erupción de 1991, aunque esto es imposible de probar de manera concluyente. Dos semanas después del terremoto, los residentes locales informaron que el vapor provenía del volcán, pero los científicos que visitaron allí en respuesta encontraron solo pequeños deslizamientos de rocas en lugar de cualquier actividad pre-eruptiva.

### Pre-erupción
El 15 de marzo de 1991, los aldeanos sintieron una sucesión de terremotos en el lado noroeste del volcán. Se sintieron terremotos de intensidad creciente durante las siguientes dos semanas, y se hizo evidente que era probable algún tipo de actividad volcánica.

## Erupciones del Pinatubo de 1991

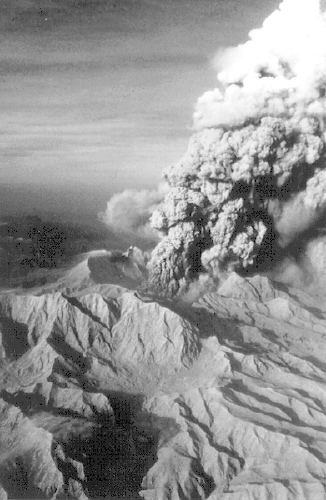
Erupción del Pinatubo

El 2 de abril, el volcán despertó, con erupciones freáticas ocurriendo cerca de la cumbre a lo largo de una fisura de 1.5 km de largo . Durante las siguientes semanas, pequeñas erupciones continuaron, empolvando las áreas circundantes con ceniza volcánica. Los sismógrafos registraron cientos de pequeños terremotos todos los días.
Los científicos inmediatamente instalaron equipos de monitoreo y analizaron el volcán en busca de pistas sobre su historia eruptiva previa. La datación por radiocarbono del carbón encontrado en depósitos volcánicos antiguos reveló los últimos tres períodos de erupción explosiva en los últimos milenios , hace aproximadamente 5500, 3500 y 500 años. El mapeo geológico mostró que gran parte de las llanuras circundantes estaban formadas por depósitos de lahar de erupciones previas.
La actividad volcánica aumentó a lo largo de mayo. Las mediciones de las emisiones de dióxido de azufre mostraron un rápido aumento de 500 t (550 toneladas cortas) por día entre el 13 de mayo y 5.000 t (5.500 toneladas cortas) por día hasta el 28 de mayo. Esto implicaba que había una columna ascendente de magma fresco debajo del volcán. Después del 28 de mayo, la cantidad de SO2 que se emitió disminuyó sustancialmente, lo que generó temores de que la desgasificación del magma se hubiera bloqueado de alguna manera, lo que provocó una acumulación de presión en la cámara de magma y una alta probabilidad de erupciones violentas explosivas.
Las primeras erupciones magmáticas ocurrieron el 3 de junio, y la primera gran explosión el 7 de junio generó columnas de ceniza de 7 km de altura. El Instituto Filipino de Vulcanología y Sismología (PHIVOLCS) inmediatamente emitió una advertencia indicando la posibilidad de una gran erupción dentro de dos semanas.

### Evacuación

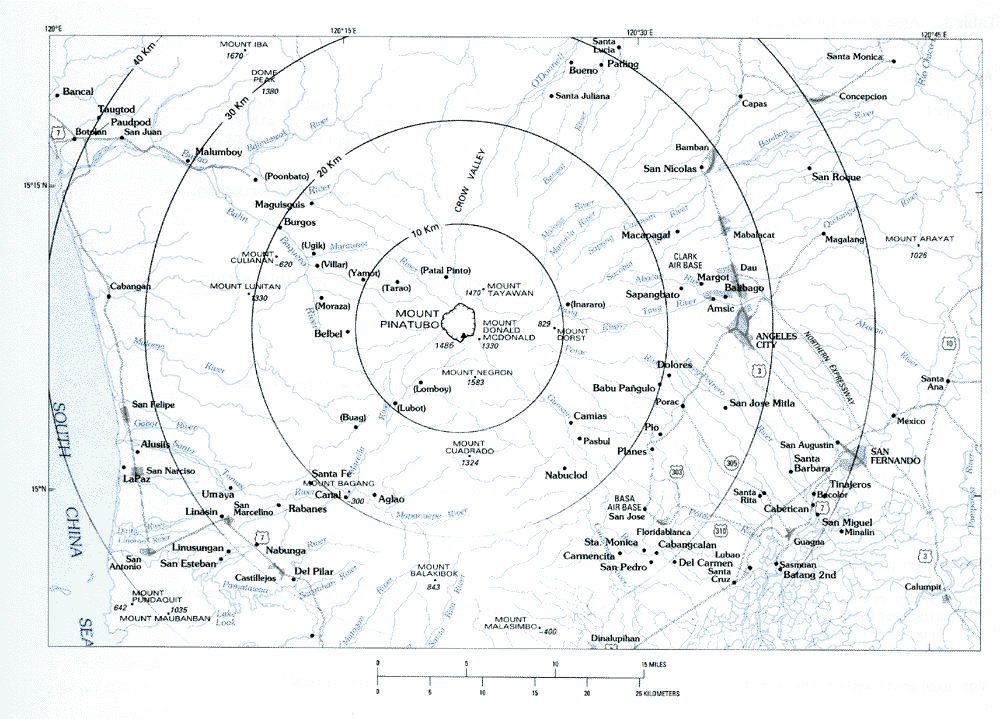
Mapa del Pinatubo indicando las áreas de exclusión y peligro volcánico desde la cima.

Dadas todas las señales de que una erupción muy grande era inminente, PHIVOLCS, con la asistencia del Servicio Geológico de los Estados Unidos (USGS), trabajó para convencer a los habitantes locales de la gran gravedad de la amenaza. Una advertencia falsa podría haber provocado escepticismo sobre cualquier advertencia posterior, pero retrasar una advertencia hasta que comenzara una erupción podría provocar miles de muertes, por lo que los vulcanólogos estaban bajo cierta presión para realizar una evaluación oportuna y precisa del riesgo volcánico.
Se definieron tres zonas de evacuación sucesivas, la más interna que contiene todo dentro de los 10 kilómetros de la cumbre del volcán, la segunda se extiende 10-20 kilómetros desde la cima y la tercera se extiende desde 20-40 km desde la cima ( Clark Air Base y Angeles City estaban en esta zona). Las zonas de 10 km y 10-20 km tenían una población total de aproximadamente 40.000 habitantes, mientras que otros 331.000 habitantes vivían en la zona de 20-40 km.
Se definieron cinco etapas de alerta volcánica, desde el nivel 1 (perturbaciones sísmicas de bajo nivel) hasta el nivel 5 (erupción mayor en progreso). Se emitieron alertas diarias indicando el nivel de alerta y el área de peligro asociada, y la información fue anunciada en los principales periódicos regionales y nacionales , estaciones de radio y televisión , organizaciones no gubernamentales (ONG) y directamente a los habitantes en peligro de extinción.
Muchos de los Aetas que vivían en las laderas del volcán abandonaron sus aldeas por voluntad propia cuando las primeras explosiones comenzaron en abril, reuniéndose en un pueblo a unos 12 kilómetros (7,5 millas) de la cumbre. Se mudaron a asentamientos cada vez más distantes a medida que las erupciones aumentaban, algunos Aetas se movieron hasta nueve veces en los dos meses previos a la erupción colosal.
Las primeras evacuaciones formales se ordenaron para la zona de 10 km el 7 de abril. La evacuación de la zona de 10-20 km (6,2-12,4 mi) se ordenó cuando se emitió una alerta de nivel 4 el 7 de junio. Alerta de nivel 5 provocó la evacuación de la zona de 20-40 km (12-25 mi) el 13 de junio, y en total unas 60 000 personas habían abandonado el área dentro de 30 kilómetros (19 millas) del volcán antes del 15 de junio. La mayoría de la gente se trasladó temporalmente a Metro Manila , con unos 30 000 usando el Velódromo Amoranto en la ciudad de Quezon como un campamento de evacuados.

### Segunda erupción

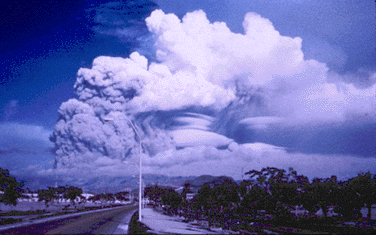
La nube de erupción poco antes de la colosal erupción climática

La segunda erupción volcánica más grande del siglo XX y, con mucho, la erupción más grande que afecta una zona densamente poblada, ocurrió en el Monte Pinatubo el 15 de junio de 1991. La erupción produjo avalanchas de alta velocidad de ceniza caliente y gas, inundaciones masivas de lahar y enormes nubes de material volcánico sobrecalentado de cientos de kilómetros de diámetro.

#### Acumulación de erupción climática
A principios de junio, las mediciones del tiltmeter habían demostrado que el volcán se estaba inflando gradualmente, evidentemente debido a cantidades de magma que crecían rápidamente y que llenaban el depósito debajo de la cumbre. Al mismo tiempo, la actividad sísmica, previamente concentrada a una profundidad de unos pocos kilómetros por debajo de un punto a unos 5 kilómetros al noroeste de la cumbre, se desplazó a profundidades poco profundas justo debajo de la cumbre.
El 7 de junio, las primeras erupciones magmáticas tuvieron lugar con la formación de un domo de lava en la cima del volcán. La cúpula creció sustancialmente durante los siguientes cinco días, alcanzando un diámetro máximo de aproximadamente 200 m (660 pies) y una altura de 40 m (130 pies).
Las predicciones oportunas de una erupción realizada por científicos del Instituto Filipino de Vulcanología y Sismología y el Servicio Geológico de los Estados Unidos permitieron a las personas que viven cerca del volcán evacuar rápidamente a distancias más seguras, salvando al menos 5.000 vidas.
Una pequeña explosión a las 03:41 PST del 12 de junio marcó el comienzo de una nueva fase más violenta de la erupción.
Unas horas más tarde, el mismo día, ráfagas masivas que duraron aproximadamente media hora generaron grandes columnas de erupción, que alcanzaron rápidamente alturas de más de 19 kilómetros y que generaron grandes oleadas piroclásticas que se extendían hasta 4 km desde la cumbre en algunos de los ríos valles. Catorce horas más tarde, una explosión de 15 minutos arrojó materia volcánica a alturas de 24 km. La fricción en la columna ascendente de ceniza generó abundantes relámpagos .

### Tercera erupción

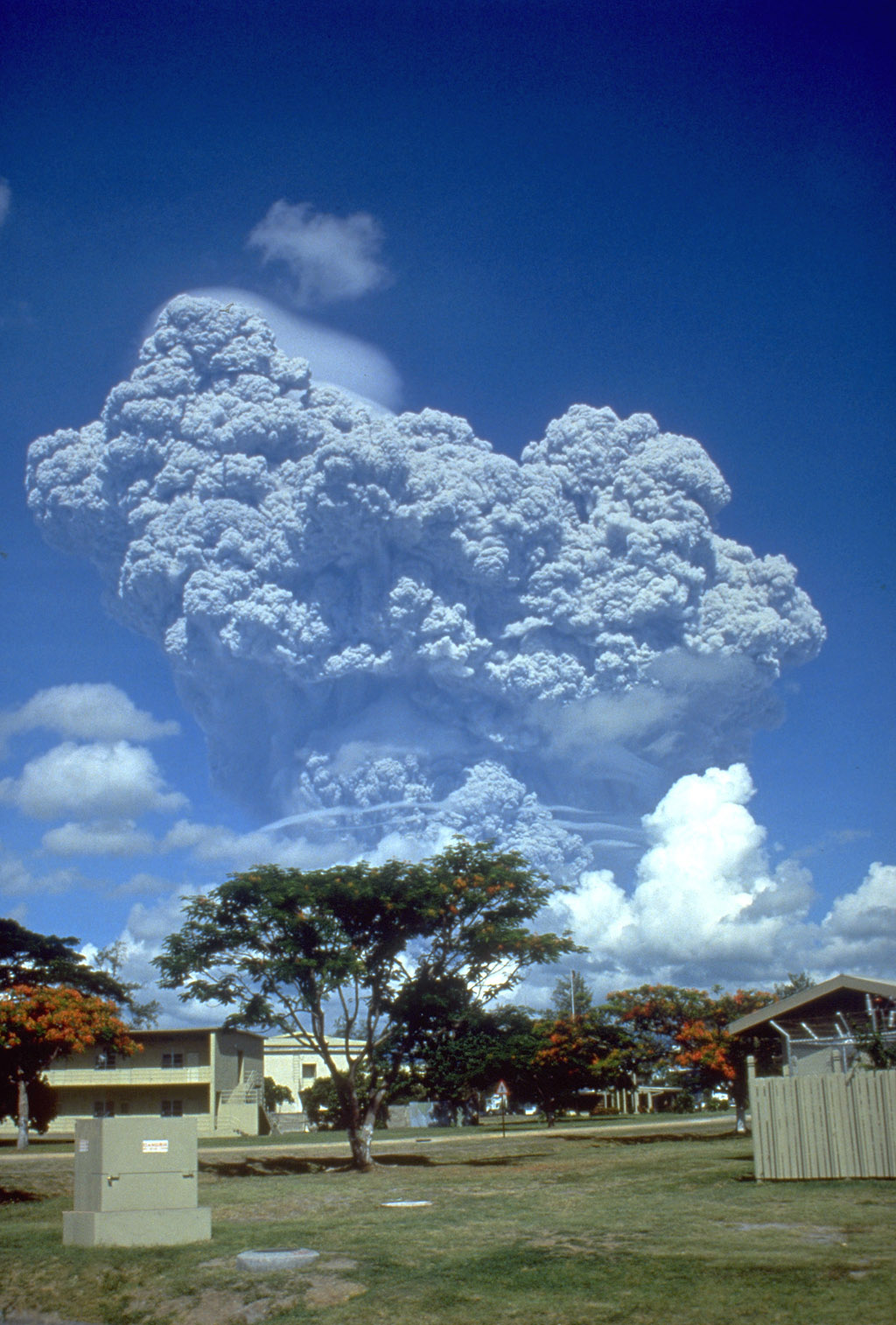
Erupción del 13 de junio

Una tercera gran erupción volcánica comenzó a las 08:41 el 13 de junio, luego de un intenso enjambre de pequeños terremotos durante las dos horas previas. Duró aproximadamente cinco minutos, y la columna de erupción alcanzó una vez más 24 kilómetros. Después de tres horas de silencio, comenzó la actividad sísmica, cada vez más intensa durante las siguientes 24 horas, hasta que una explosión eruptiva de tres minutos generó una columna de erupción de 21 km a las 13:09 el 14 de junio.
La caída de Tefra de estas cuatro grandes erupciones fue extensa al suroeste del volcán. Dos horas después de la última de estas cuatro explosiones, comenzó una serie de erupciones que duró las siguientes 24 horas y que produjo flujos piroclásticos mucho más grandes y oleadas que recorrieron varios kilómetros por los valles de los ríos en los flancos del volcán.
Dacita fue la roca ígnea dominante que compone la tefra en estas erupciones y en el siguiente evento climático. Los minerales más abundantes de los fenocristales fueron hornblenda y plagioclasa , pero también se encontró un mineral inusual de fenocristato, el sulfato de calcio llamado anhidrita . El dacite magma estaba más oxidado que la mayoría de los magmas, y la naturaleza rica en azufre de la erupción probablemente se relacionó causalmente con el estado redox .

### Erupción culminante

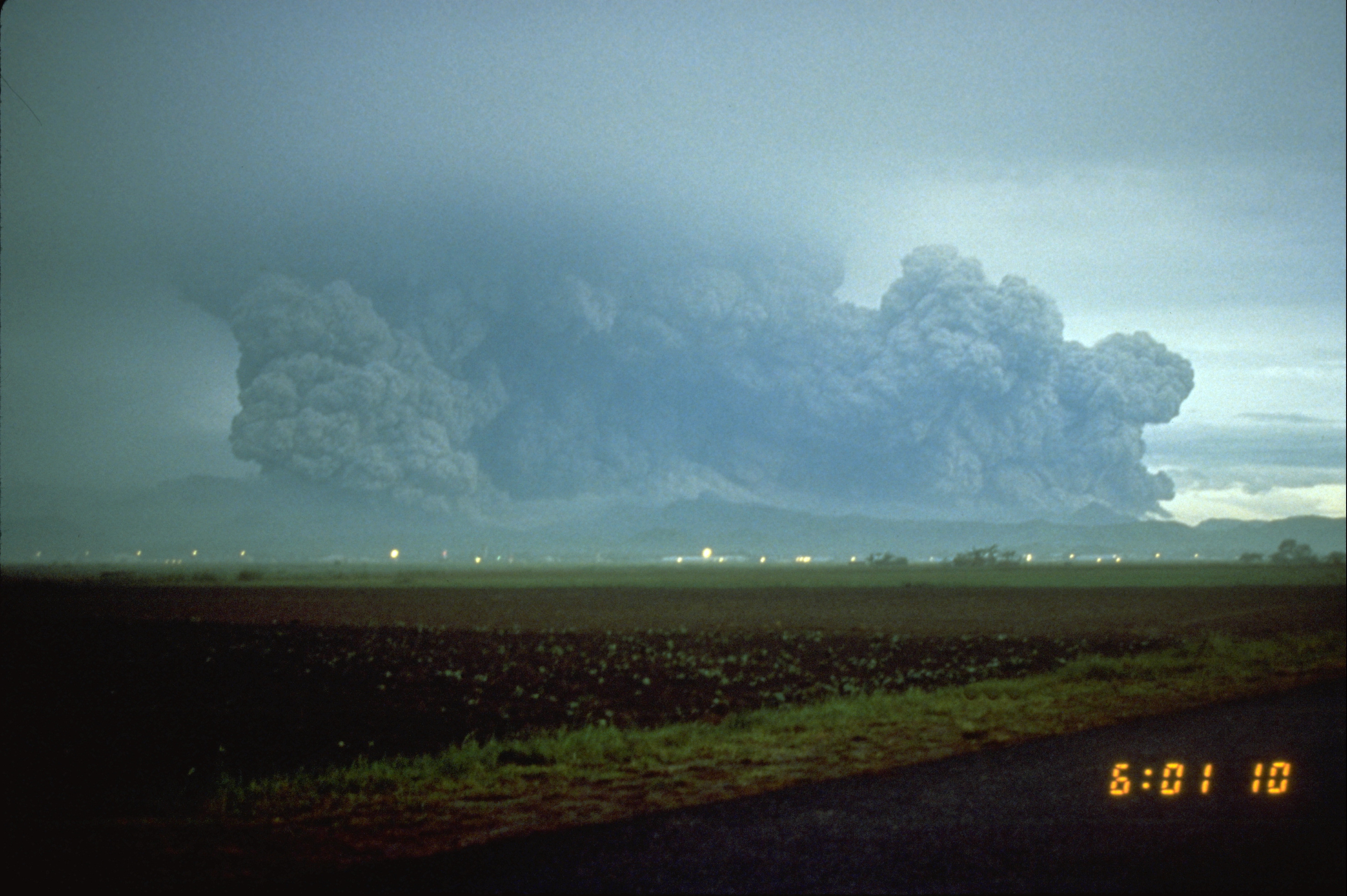
El 15 de junio de 1991, la pluma eruptiva unos minutos después del comienzo de la erupción culminante

La última erupción masiva del Monte Pinatubo comenzó a las 13:42 PST del 15 de junio. Causó numerosos terremotos debido al colapso de la cumbre y la creación de una caldera de 2,5 km de diámetro, reduciendo el pico de 1745 m a 1485 m.
Todos los sismógrafos cercanos a la Base Aérea Clark habían quedado completamente inoperantes a las 14:30, en su mayoría por oleadas piroclásticas súper masivas. También se registró una variación intensa de la presión atmosférica .
El mismo día, el tifón Yunya , llamado localmente Diding, golpeó la isla, con su centro pasando a unos 75 km al norte del volcán. Las lluvias de tifón en su mayoría oscurecieron la erupción, pero las mediciones mostraron que la ceniza fue expulsada a 34 km de altura por la fase más violenta de la erupción, que duró unas tres horas. Oleadas piroclásticas se derramaron desde la cumbre, alcanzando hasta 16 km de distancia de su punto de origen. Las lluvias de tifón mezcladas con los depósitos de ceniza provocaron una lluvia desordenada de barro y lahares masivos.
La columna volcánica del cráter cubrió un área de unos 125,000 km², llevando oscuridad total a gran parte de Luzón Central. Casi toda la isla recibió algo de lluvia húmeda de ceniza, que formó una manta gruesa como nieve, saturada de lluvia. Tephra cayó sobre la mayor parte del mar del sur de China y las cenizas se registraron en lugares tan lejanos como Vietnam , Camboya , Singapur , Malasia e Indonesia .
Doce días después de las primeras erupciones magmáticas del 3 de junio, el 15 de junio de 1991, hacia las 22:30 y aproximadamente nueve horas después del inicio de la fase climática más reciente, las ondas de presión atmosférica habían disminuido a los niveles previos a la erupción. No hay registros sísmicos disponibles en este momento, pero los vulcanólogos creen que las 22:30 PST marcaron el final de la erupción climática.
Grandes cantidades de minerales y metales fueron traídos a la superficie. En general, se introdujeron 800,000 t (880,000 toneladas cortas) de zinc en el ambiente de la superficie , 600,000 t (660,000 toneladas cortas) de cobre , 550,000 t (610,000 toneladas cortas) de cromo, 300,000 t (330,000 toneladas cortas) de níquel, y cantidades masivas de metales pesados tóxicos como 100,000 t (110,000 toneladas cortas) de plomo, 10,000 t (11,000 toneladas cortas) de arsénico, 1,000 t (1,100 toneladas cortas) de cadmio y 800 t (880 toneladas cortas) de mercurio.

## Después de la erupción

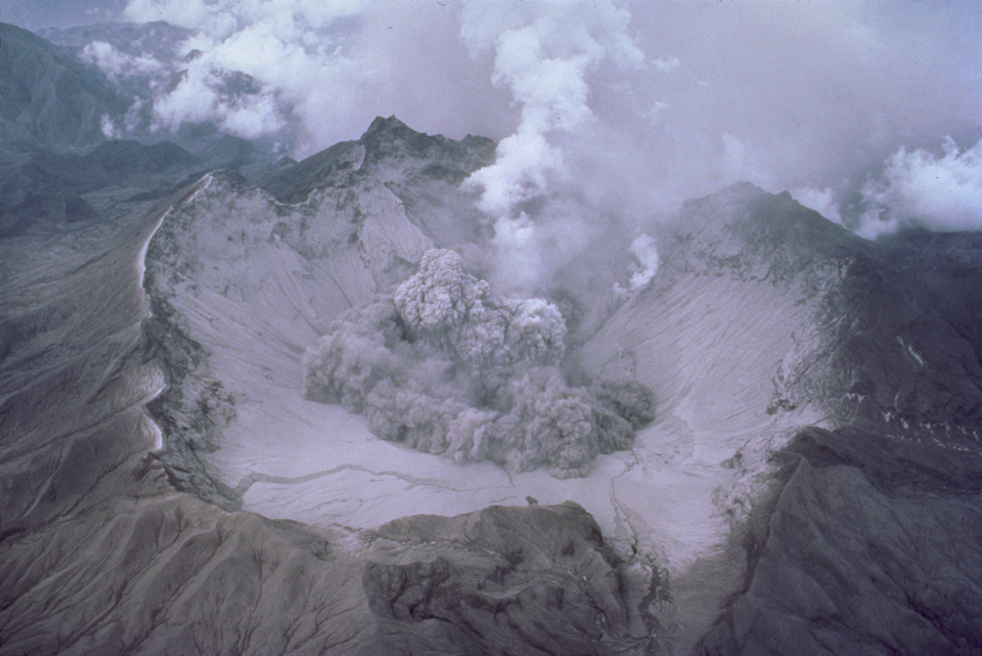
El cráter del monte, el 1 de agosto de 1991.

### Explosividad de la erupción
La erupción del 15 de junio tuvo un índice de explosividad volcánica (IEV) de 6, y se produjo entre 450 y 500 años después de la última actividad eruptiva conocida del volcán. La erupción expulsó aproximadamente 10 km³ de material, lo que la convierte en la erupción más grande desde la de Novarupta en 1912 y unas diez veces más grande que la erupción del Monte Santa Helena de 1980. El material eyectado, como la precipitación de tefra y los depósitos de flujo piroclástico, son mucho menos densos que el magma, y el volumen de material expulsado fue equivalente a aproximadamente 4 km³ de material no erupcionado.
La antigua cumbre del volcán fue destruida y reemplazada por una caldera de 2,5 km  de ancho. El punto más alto en el borde de la caldera ahora estaba a 1.485 m sobre el nivel del mar, unos 260 m más bajo que la cumbre anterior a la erupción.

### Cifra de fallecidos
La erupción causó la muerte de 847 personas, principalmente debido a que los techos colapsaron bajo el peso severo de la materia volcánica acumulada, un peligro amplificado por la llegada simultánea del tifón Yunya. La evacuación en los días previos a la erupción ciertamente salvó decenas de miles de vidas, y ha sido aclamada como un gran éxito para la predicción de vulcanología y erupción.
Después de la erupción, alrededor de 500,000 personas continúan viviendo a 40 km del volcán.

### Lahares

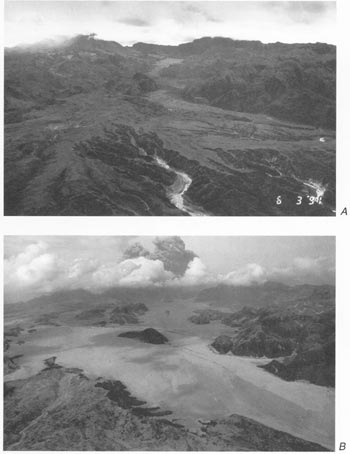
Después de la erupción, algunos ríos subieron sus caudales, causando más daños y muertes.

Desde la erupción, cada lluvia fuerte ha traído lahares masivos del volcán, desplazando a miles de personas e infligiendo daños extensos a edificios e infraestructura que cuestan miles de millones para reparar. Se gastó una gran cantidad de fondos en la construcción de diques y presas para controlar los flujos de lahar posteriores a la erupción.
Varios sistemas fluviales importantes provienen del Monte Pinatubo, siendo los principales ríos el Abacan, Tarlac, Pasig-Potrero, Sta. Los ríos Lucía, Bucao, Santo Tomás, Maloma, Tanguay, Ashley y Kileng. Antes de la erupción, estos sistemas fluviales eran ecosistemas importantes, pero la erupción llenó muchos valles con profundos depósitos piroclásticos. Desde 1991, los ríos se han obstruido con sedimentos, y los valles han visto frecuentes lahares que continuaron durante años después de la erupción. Los estudios muestran que los sistemas fluviales tardarán décadas en recuperarse de la erupción de junio de 1991.

## Efectos ambientales globales
La potente erupción de un volumen tan enorme de lava y ceniza volcánica inyectó cantidades significativas de aerosoles y polvo en la estratosfera. El dióxido de azufre se oxida en la atmósfera para producir una neblina de gotas de ácido sulfúrico, que gradualmente se esparcen por toda la estratosfera durante el año posterior a la erupción. Se cree que la inyección de aerosoles en la estratosfera fue la más grande desde la erupción de Krakatoa en 1883, con una masa total de aproximadamente 19,000,000 de toneladas cortas inyectadas, el mayor volumen jamás registrado por instrumentos modernos.

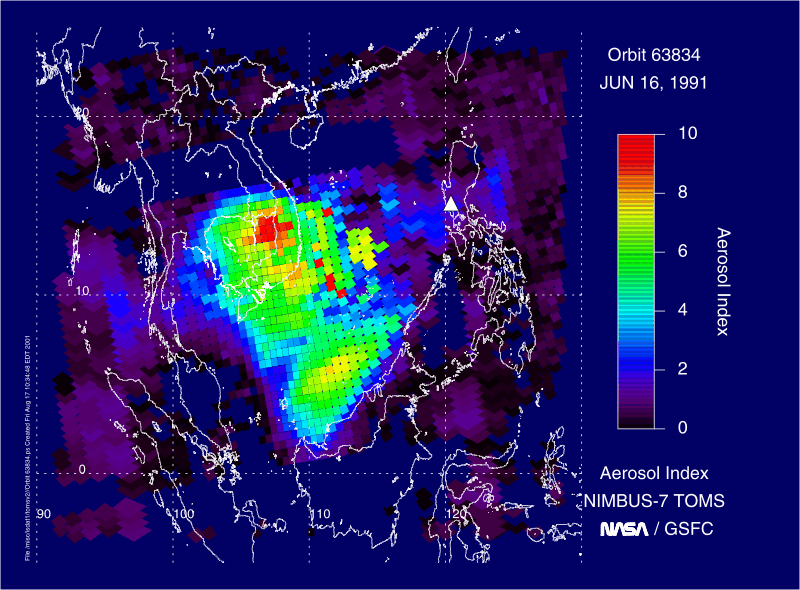
Imagen satelital de la emisión de la pluma del Pinatubo

Esta gran inyección estratosférica resultó en una reducción en la cantidad normal de luz solar que llega a la superficie de la Tierra en aproximadamente un 10%. Esto condujo a una disminución en las temperaturas medias del hemisferio norte de 0.5-0.6 ° C y una caída global de aproximadamente 0.4 °C. Al mismo tiempo, la temperatura en la estratosfera se elevó a varios grados más de lo normal, debido a la absorción de radiación por la pluma de cenizas. La nube estratosférica de la erupción persistió en la atmósfera durante tres años después de la erupción. Aunque no fue directamente responsable, la erupción pudo haber jugado un papel en la formación de la Tormenta del siglo de 1993.
La erupción tuvo un efecto significativo en los niveles de ozono en la atmósfera, causando un gran aumento en la tasa de destrucción de ozono. Los niveles de ozono en latitudes medias alcanzaron sus niveles más bajos registrados, mientras que en el invierno del hemisferio sur de 1992, el agujero de ozono sobre la Antártida alcanzó su tamaño más grande hasta entonces, con las tasas más rápidas de agotamiento del ozono. La erupción del Volcán Hudson en Chile en agosto de 1991 también contribuyó a la destrucción del ozono en el hemisferio sur, y las mediciones mostraron una fuerte disminución en los niveles de ozono en la tropopausa cuando llegaron las nubes de aerosol de Pinatubo y Hudson.

## Actividad posterior

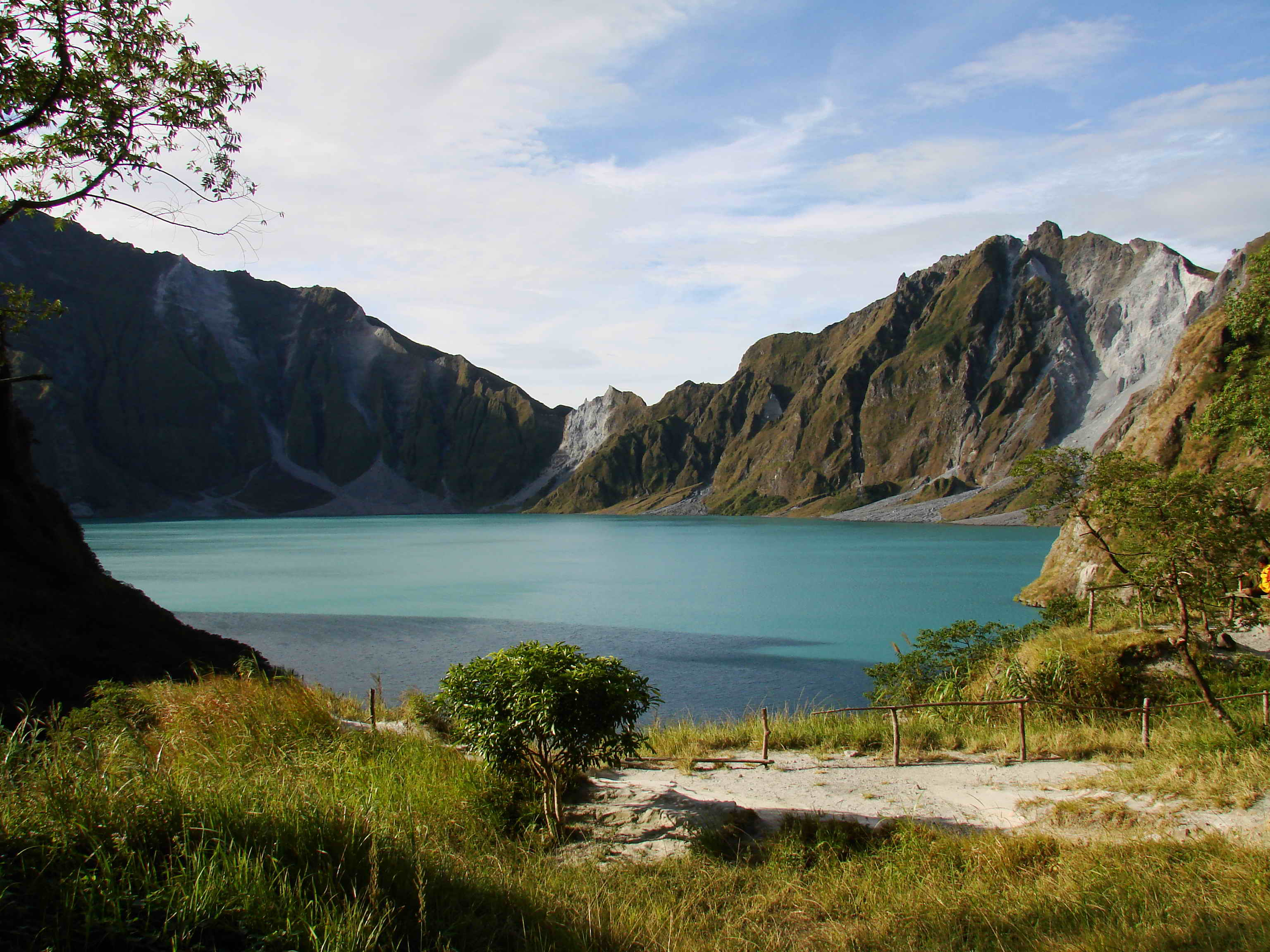
Lago Pinatubo, el lago de cráter resultante de la erupción de 1991, en 2008.

Luego de la erupción climática del 15 de junio de 1991, la actividad en el volcán continuó a un nivel mucho más bajo, con continuas erupciones de cenizas que duraron hasta agosto de 1991 y erupciones episódicas que continuaron durante otro mes. La actividad se mantuvo baja hasta julio de 1992, cuando un nuevo Domo de lava comenzó a crecer en la caldera. Los vulcanólogos sospecharon que podrían tener lugar otras erupciones violentas, y algunas áreas fueron evacuadas. Sin embargo, la erupción fue menor, y desde ese episodio, el volcán ha estado en silencio.

## Lago Pinatubo

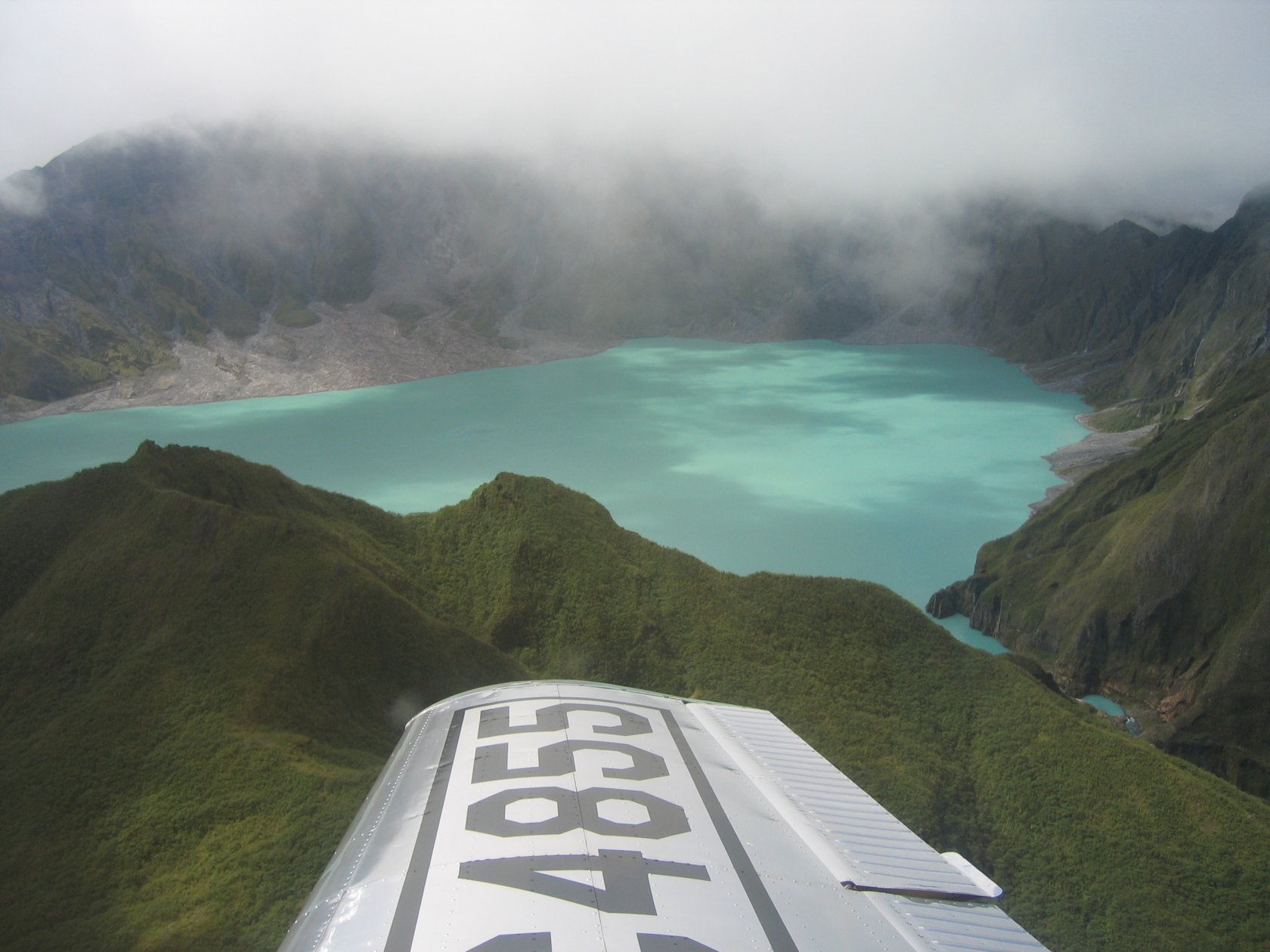
Una vista aérea del monte Pinatubo y el lago Pinatubo en 2006

Posteriormente, la caldera de 1991 se llenó con agua de las lluvias monzónicas anuales y se formó un lago de cráter, el lago Pinatubo. En 1992, un creciente domo de lava formó una isla, que finalmente fue sumergida por el lago. Inicialmente, el lago era cálido y altamente ácido, con un pH mínimo de 2 y una temperatura de aproximadamente 40 °C. Las lluvias posteriores enfriaron y diluyeron el lago, bajando la temperatura a 26 °C y elevando el pH a 5.5 en 2003.
El lago se profundizó en aproximadamente 1 m por mes en promedio, finalmente sumergiendo el Domo de lava, hasta septiembre de 2001, cuando el temor de que las paredes del cráter fueran inestables llevó al gobierno filipino a ordenar un drenaje controlado del lago. Se estima que 9000 personas fueron nuevamente evacuadas de las áreas circundantes en caso de que se desencadenara accidentalmente una gran inundación. Los trabajadores cortaron una muesca de 5 m en el borde del cráter y drenaron aproximadamente un cuarto del volumen del lago.

## Actividad reciente
El 10 de julio de 2002, la pared oeste del cráter colapsó, liberando lentamente aproximadamente 160 millones de metros cúbicos de agua y sedimento en el río Maraunot en Botolan, Zambales.
El 26 de julio de 2011, un terremoto de grado 5.9 golpeó cerca de Pinatubo; sin embargo, no se informaron daños mayores o víctimas. 